# Orthonevra flukei
Orthonevra flukei är en tvåvingeart som först beskrevs av Sedman 1964.  Orthonevra flukei ingår i släktet glansblomflugor, och familjen blomflugor. Inga underarter finns listade i Catalogue of Life.